# Eyach oberhalb Neuenbürg
Das FFH-Gebiet Eyach oberhalb Neuenbürg ist ein im Jahr 2005 durch das Regierungspräsidium Karlsruhe nach der Richtlinie 92/43/EWG (Fauna-Flora-Habitat-Richtlinie) angemeldetes Schutzgebiet (Schutzgebietskennung DE-7217-341) im deutschen Bundesland Baden-Württemberg. Mit Verordnung des Regierungspräsidiums Karlsruhe zur Festlegung der Gebiete von gemeinschaftlicher Bedeutung vom 12. Oktober 2018 (in Kraft getreten am 11. Januar 2019), wurde das Schutzgebiet ausgewiesen.

## Lage
Das 321,94 Hektar große Schutzgebiet gehört zu den Naturräumen 150-Schwarzwald-Randplatten und 151-Grindenschwarzwald und Enzhöhen innerhalb der naturräumlichen Haupteinheit 15-Schwarzwald.
Es besteht aus fünf Teilgebieten und liegt auf der Markung von sechs Städten und Gemeinden:
- Gernsbach: 41,8195 ha = 13 %
- Dobel: 32,1688 ha = 10 %
- Höfen an der Enz: 28,9519 ha = 9 %
- Bad Wildbad: 80,4221 ha = 25 %
- Neuenbürg: 115,8078 ha = 36 %
- Straubenhardt: 19,3013 ha = 6 %

## Beschreibung und Schutzzweck
Es handelt sich um eine naturnahe Tallandschaft, die die nördlichen Enzhöhen durchzieht und um benachbarte Hochflächen der Schwarzwald-Randplatten mit ungewöhnlich reichhaltiger Lebensraumausstattung.

### Lebensraumklassen
(allgemeine Merkmale des Gebiets) (prozentualer Anteil der Gesamtfläche)
Angaben gemäß Standard-Datenbogen aus dem Amtsblatt der Europäischen Union
|                                        |                                        |  |      |      |
| N10 – Feuchtes und mesophiles Grünland | N10 – Feuchtes und mesophiles Grünland |  | 25 % | 25 % |
| N15 – Anderes Ackerlan                 | N15 – Anderes Ackerlan                 |  | 1 %  | 1 %  |
| N16 – Laubwald                         | N16 – Laubwald                         |  | 20 % | 20 % |
| N17 – Nadelwald                        | N17 – Nadelwald                        |  | 24 % | 24 % |
| N19 – Mischwald                        | N19 – Mischwald                        |  | 30 % | 30 % |
|                                        |                                        |  |      |      |

### Lebensraumtypen
Gemäß Anlage 1 der Verordnung des Regierungspräsidiums Karlsruhe zur Festlegung der Gebiete von gemeinschaftlicher Bedeutung (FFH-Verordnung) vom 12. Oktober 2018 kommen folgende Lebensraumtypen nach Anhang I der FFH-Richtlinie im Gebiet vor:
| EU Code | Lebensraumtyp (offizielle Bezeichnung)                                                                          | Kurzbezeichnung                              | Hektar |
| ------- | --- | -------------------------------------------- | ------ |
| 3260    | Flüsse der planaren bis montanen Stufe mit Vegetation des Ranunculion fluitantis und des Callitricho-Batrachion | Fließgewässer mit flutender Wasservegetation | 16,92  |
| 6230    | Artenreiche montane Borstgrasrasen (und submontan auf dem europäischen Festland) auf Silikatböden               | Artenreiche Borstgrasrasen                   | 3,88   |
| 6410    | Pfeifengraswiesen auf kalkreichem Boden, torfigen und tonig-schluffigen Böden (Molinion caeruleae)              | Pfeifengraswiesen                            | 0,19   |
| 6430    | Feuchte Hochstaudenfluren der planaren und montanen bis alpinen Stufe                                           | Feuchte Hochstaudenfluren                    | 0,22   |
| 6510    | Magere Flachland-Mähwiesen (Alopecurus pratensis, Sanguisorbaofficinalis)                                       | Magere Flachland-Mähwiesen                   | 45,62  |
| 8220    | Silikatfelsen mit Felsspaltenvegetation                                                                         | Silikatfelsen mit Felsspaltenvegetation      | 0,04   |
| 9110    | Hainsimsen-Buchenwald (Luzulo-Fagetum)                                                                          | Hainsimsen-Buchenwald                        | 9,02   |
| 9410    | Montane bis alpine bodensaure Fichtenwälder (Vaccinio-Piceetea)                                                 | Bodensaure Nadelwälder                       | 3,38   |
| 91E0    | Auenwälder mit Alnus glutinosa und Fraxinus excelsior (Alno-Padion, Alnionincanae, Salicion albae)              | Auenwälder mit Erle, Esche, Weide            | 16,75  |

### Zusammenhängende Schutzgebiete
Das FFH-Gebiet besteht aus fünf Teilgebieten, es liegt zu einem kleinen Teil im Vogelschutzgebiet Nordschwarzwald und überschneidet sich mit mehreren Landschaftsschutzgebieten. Das Naturschutzgebiet 2224 Eyach- und Rotenbachtal ist nahezu deckungsgleich mit dem FFH-Gebiet.